# 布拉勒维尔
布拉勒维尔（法語：Bralleville，法語發音：[bʁalvil]）是法国默尔特-摩泽尔省的一个市镇，位于该省南部，属于南锡区。

## 地理
布拉勒维尔（48°24'17"N, 6°11'28"E）面积4.39 平方千米，位于法国大東部大區默尔特-摩泽尔省，该省份为法国东北部内陆省份，是洛林的一部分，北邻比利时、卢森堡，北起顺时针与摩泽尔省、下莱茵省、孚日省和默兹省接壤。
与布拉勒维尔接壤的市镇（或旧市镇、城区）包括：马东河畔马兰维尔、热尔蒙维尔、热翁库尔、克西罗库尔、巴泰克塞、埃尔居涅。

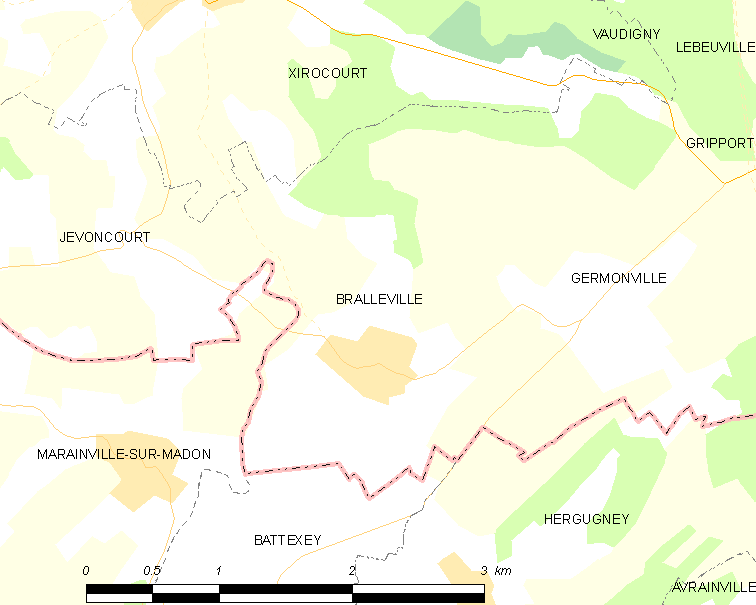
布拉勒维尔的OSM定位图

布拉勒维尔的时区为UTC+01:00、UTC+02:00（夏令时）。

## 行政
布拉勒维尔的邮政编码为54740，INSEE市镇编码为54094。

## 政治
布拉勒维尔所属的省级选区为梅讷欧桑图瓦县。

## 人口

1962-2008年间布拉勒维尔人口变化图示

布拉勒维尔于2022年1月1日时的人口数量为167人。